# FC Schalke 04 (Basketball)
Der Fußballclub Gelsenkirchen-Schalke 04 e. V., allgemein bekannt als FC Schalke 04, ist ein deutscher Sportverein aus dem Gelsenkirchener Stadtteil Schalke. Aushängeschild der Basketballabteilung war lange die Herrenmannschaft, die unter anderem in der Basketball-Bundesliga und der  2. Bundesliga ProA spielte.

## Geschichte

Altes Abteilungslogo bis 2013

Die Basketballabteilung entstand 1974, als sich die SG Eurovia Buer dem FC Schalke 04 anschloss. Die SG Eurovia Buer wurde zur Saison 1972/1973 aus den Vereinen BG Eurovia Buer und ASC Gelsenkirchen, dessen Basketballabteilung aus dem BV Erle entstand, gebildet. Durch den Aufstieg des BC Gelsenkirchen 1971 in die zweitklassige Regionalliga gab es zu dieser Zeit drei Vereine aus Gelsenkirchen in einer Liga. Die SG-Gründung und die spätere Angliederung an den FC Schalke 04 war somit auch eine Folge dieses Überangebots. Die Eingliederung von Eurovia Buer ging auf eine Initiative des späteren Politikers Peter Paziorek zurück.
Nach einigen Jahren in der 2. Bundesliga (Gründungsmitglied 1975) stieg der Verein 1982 in die Basketball-Bundesliga auf, 1983 folgte allerdings der sofortige Wiederabstieg. In der Zweitligasaison 1983/84 wurde man Meister der Punktrunde, in der Aufstiegsrunde verlor die Mannschaft gegen die Düsseldorfer BG und verpasste damit die Rückkehr in die Bundesliga. Nach drei Jahren Zweitklassigkeit folgte 1986 der Abstieg in die Regionalliga, den man ein Jahr später mit dem Wiederaufstieg zunächst korrigieren konnte. Nach vier weiteren Zweitligaspielzeiten erfolgte 1991 der erneute Abstieg in die Regionalliga und 1998 stieg der Verein gar in die 2. Regionalliga ab.
2000 kehrte man in die 1. Regionalliga zurück und 2004 gelang der Wiederaufstieg in die 2. Bundesliga. In der Saison 2006/07 wurde der 6. Platz erreicht, gleichbedeutend mit der Qualifikation für den neuen Unterbau der Basketball-Bundesliga, der ProA. Von 2003 bis 2007 betreute Hubert Beck die Mannschaft als Trainer. Er zog sich im Anschluss an die Saison 2006/07 zurück, mit Keith Gray wurde ein ehemaliger Bundesligaspitzenspieler als Trainer verpflichtet, der zuvor in Essen als Trainer gearbeitet hatte. Als Saisonziel wurde der Klassenerhalt in der neuen ProA-Liga ausgegeben. Nach einem verpatzten Saisonauftakt musste Gray im November 2007 gehen, als Nachfolger wurde sein Vorgänger Beck zurückgeholt, der zunächst ankündigte, nur bis zum Ende des Spieljahres 2007/08 im Amt bleiben zu wollen. Beck führte die Schalker, die zuvor am Tabellenende gestanden hatten, auf den elften Platz, ehe er im Februar 2008 aus gesundheitlichen Gründen zurücktrat. Boris Kaminski trat Becks Nachfolge an. S04 schaffte den Verbleib in der 2. Bundesliga ProA, nach lediglich vier Siege aus 16 Spielen stand die Mannschaft in der Saison 2008/09 jedoch erneut auf dem letzten Tabellenrang, im Januar 2009 wurde Kaminski seines Amtes enthoben. Hubert Beck trat erneut das Amt an, die gesundheitlichen Probleme, die ihn rund ein Jahr zuvor zum Rücktritt gezwungen hatten, waren auskuriert.
Am 23. März 2009 gab der FC Schalke 04 den Rückzug aus der ProA bekannt. Zusammen mit dem Hauptverein hatte die Führung der Basketballabteilung festgestellt, dass der Mannschaft die Perspektive fehlte. Aus diesem Grund war der Mannschaft vom Hauptverein eine Erhöhung des Haushalts verweigert worden. Es waren größere Geldmittel gefordert gewesen, um den von der Liga geforderten Mindesthaushalt von 400 000 Euro aufstellen zu können und einen Parkettboden in der Heimspielstätte verlegen zu können. Die Mannschaft wurde in die 1. Regionalliga zurückgezogen.
In der Regionalliga-Saison 2009/10 gab es abermals einen Trainerwechsel: Nach einer sich über sieben Spielen ziehenden Niederlagenserie gab Beck im Dezember 2009 das Amt auf, Manager Boris Liebing übernahm gemeinsam mit den Spielern Benjamin Rust und Kevin Lehmann übergangsweise die Traineraufgaben, ehe Bastian Scherkamp das Amt bis zum Saisonende ausübte und die Mannschaft zum Klassenerhalt führte. Im Mai 2010 wurde Peter Radegast als neuer Trainer vorgestellt. Mit dem Hinzugewinnen Radegasts verbanden die Verantwortlichen die Hoffnung einer „Wiederkehr vergangener erfolgreicherer Zeiten“ und nahmen den Aufstieg in die 2. Bundesliga ProB in den Blick. Allerdings sagte Radegast den Gelsenkirchenern sechs Wochen später und somit noch vor dem Saisonauftakt wieder ab, um zum Deutschen Basketball-Bund zu wechseln. Schalke heuerte daraufhin den Kanadier Chris Harris an, der vorher beim BBV Hagen in der Regionalliga tätig gewesen war.
In der Saison 2010/11 gewannen die Schalker Basketballer den WBV-Pokal: Im ersten Endspiel gegen Recklinghausen setzte sich die Harris-Mannschaft mit 74:65 durch, verlor zwar das Rückspiel mit 82:87, war aber dank der besseren Differenz Pokalsieger.
In der Saison 2011/12 strebten die „Königsblauen“ den Aufstieg in die 2. Bundesliga ProB an. Nach einer schwachen Hinrunde wurde die Zielstellung in Klassenerhalt geändert. Dieser wurde durch eine gute Rückrunde erreicht, aber aufgrund des deutlichen Verpassens des ursprünglichen Aufstiegsziels trennte sich Schalke am Ende der Saison von Trainer Harris. Heiko Skiba, der als Spieler früher für S04 in der 2. Bundesliga auf dem Feld stand und als Trainer unter anderem Schalkes zweite Herrenmannschaft in der Oberliga betreut hatte, bekam das Amt übertragen. Er führte Schalke 2012/13 auf den vierten Tabellenplatz der 1. Regionalliga West, die Folgesaison 2013/14 beendeten die Knappen als Vizemeister hinter den Iserlohn Kangaroos. Nach der Saison trennten sich die Königsblauen und Heiko Skiba einvernehmlich. Am 6. Mai 2014 wurde dann bekanntgegeben, dass Raphael Wilder das Traineramt auf Schalke übernimmt.
Zum 1. Juli 2014 schloss sich die Basketballabteilung des SC Hassel dem FC Schalke 04 an.
Am 25. März 2015 gewann Schalke zum dritten Mal in der Vereinsgeschichte den WBV-Pokal. Die Mannschaft setzte sich in Hin- und Rückendspiel (93:62, 84:75) gegen Sechtem durch. Am 6. März 2016 gelang es Schalke, zwei Spieltage vor Saisonende, den Aufstieg in die ProB perfekt zu machen. Nach dem Gewinn der Meisterschaft wurden Schalker Protagonisten persönliche Ehren zuteil: Raphael Wilder wurde von eurobasket.com zum Trainer des Jahres in der 1. Regionalliga West gekürt und Patrick Carney wurde als Spieler des Jahres ausgezeichnet.
In der Saison 2017/18 erreichte Schalke das Halbfinale der ProB und schied dort gegen den späteren Meister Elchingen aus. Da der Titelträger keine Lizenz für die ProA beantragte, ging das Aufstiegsrecht an Schalke. Bester Schalker Korbschütze in der Aufstiegssaison war Courtney Belger mit einem Punkteschnitt von 16,5. Da in Gelsenkirchen keine Halle zur Verfügung stand, die den Anforderungen der Liga entsprach, entschlossen sich die Schalker, die Heimspiele nach dem Aufstieg in die ProA in der Willy-Jürissen-Halle in Oberhausen auszutragen.
In der Saison 2018/19 sicherte sich die Mannschaft mit dem 14. Tabellenplatz den Klassenerhalt. Anfang Dezember 2019 wurde Trainer Wilder mit sofortiger Wirkung freigestellt, der Grund für den Entschluss wurde seitens des Vereins zunächst nicht mitgeteilt. S04 stand zum Zeitpunkt der Trennung im Mittelfeld der ProA-Tabelle. Neuer Trainer wurde Alexander Osipovitch, der zuvor Wilders Assistent gewesen war. Einige Tage nach der Trennung gab Schalke 04 „unterschiedliche Auffassungen in der sportlichen Ausrichtung“ als Trennungsgrund an. Als die Saison 2019/20 wegen der Ausbreitung des Coronavirus SARS-CoV-2 im März 2020 abgebrochen wurde, stand Schalke als 16. auf einem Abstiegsplatz der 2. Bundesliga ProA, allerdings setzte die Liga aufgrund des vorzeitigen Saisonendes die Abstiegsregelung außer Kraft. Für die Basketball-Abteilung habe der Verein in den vorangegangenen Jahren viel Geld bezahlt, sagte das für die Finanzen zuständige Vorstandsmitglied des FC Schalke 04, Peter Peters, Mitte April 2020. Da man sich eine Mannschaft in der ProA nicht mehr leisten könne, habe man entschlossen, keinen Lizenzantrag für die ProA zu stellen, so Peters. Kurz darauf trat der Leiter der Basketballabteilung, Tobias Steinert, nach rund neunjähriger Amtszeit zurück. Als Grund wurden unterschiedliche „Auffassungen über die künftige Ausrichtung“ angegeben. Die Herrenmannschaft wurde in die Oberliga zurückgezogen. Neuer Abteilungsleiter wurde im Juli 2020 der bisherige Stellvertreter Jan Fleischmann.

## Erfolge
- Meisterschaft 2. Bundesliga: 1977, 1982, 1984
- Meisterschaft 1. Regionalliga West: 1975, 1987, 1995, 2016
- Aufstieg in die ProA: 2018
- WBV-Pokal: 1975, 2011, 2015

## Persönlichkeiten
- Hubert Beck (* 1949), langjähriger Trainer
- Christoph Körner (* 1962), nach seinem Wechsel zu Bayer Leverkusen 77-maliger Nationalspieler

## Aktueller Kader
| Spieler | Spieler                | Spieler           | Spieler    | Spieler | Spieler | Spieler                           |
| Nr.     | Nat.                   | Name              | Geburt     | Größe   | Info    | Letzter Verein                    |
| ------- | ---------------------- | ----------------- | ---------- | ------- | ------- | --------------------------------- |
|         |                        | Guards (PG, SG)   |            |         |         |                                   |
| 1       | Vereinigte Staaten     | Shavar Newkirk    | 06.05.1996 | 1,82 m  |         | Saint Joseph’s University         |
| 6       | Deutschland            | Marley Jean-Louis | 07.01.1994 | 1,88 m  |         | EN Baskets Schwelm                |
| 7       | Vereinigtes Konigreich | Jordan Spencer    | 17.08.1994 | 1,88 m  |         | London Lions                      |
| 20      | Deutschland            | Thomas Szewczyk   | 08.01.1992 | 1,87 m  |         | BBG Herford                       |
| 32      | Vereinigte Staaten     | Courtney Belger   | 17.07.1989 | 1,87 m  | (C)     | Itzehoe Eagles                    |
|         |                        | Forwards (SF, PF) |            |         |         |                                   |
| 2       | Vereinigte Staaten     | Lavon Hightower   | 05.10.1996 | 1,98 m  |         | Missouri Western State University |
| 12      | Vereinigte Staaten     | Darnell Dunn      | 19.01.1997 | 1,98 m  |         | Pepperdine University             |
| 23      | Deutschland            | Shawn Gulley      | 16.09.1993 | 2,00 m  |         | BG Karlsruhe                      |
|         |                        | Center (C)        |            |         |         |                                   |
| 11      | Deutschland            | Johannes Joos     | 11.01.1995 | 2,06 m  |         | Gladiators Trier                  |
| 19      | Deutschland            | Adam Touray       | 31.05.1994 | 2,06 m  |         | ETB Wohnbau Baskets               |
| 22      | Deutschland            | Björn Rohwer      | 22.08.1995 | 2,12 m  |         | OrangeAcademy                     |

| Trainer            | Trainer              | Trainer    |
| Nat.               | Name                 | Position   |
| ------------------ | -------------------- | ---------- |
| Belarus            | Alexander Osipovitch | Trainer    |
| Vereinigte Staaten | Patrick Carney       | Co-Trainer |

| Legende                | Legende            |
| Abk.                   | Bedeutung          |
| ---------------------- | ------------------ |
| (C)                    | Mannschaftskapitän |
| Quellen                |                    |
| Teamhomepage           |                    |
| Ligahomepage           |                    |
| Stand: 26. August 2019 |                    |

| Legende                | Legende            |
| Abk.                   | Bedeutung          |
| ---------------------- | ------------------ |
| (C)                    | Mannschaftskapitän |
| Quellen                |                    |
| Teamhomepage           |                    |
| Ligahomepage           |                    |
| Stand: 26. August 2019 |                    |

### Wechsel 2019/20
Zugänge: Darnell Dunn (Pepperdine University), Lavon Hightower (Missouri Western State University), Marley Jean-Louis (EN Baskets Schwelm), Johannes Joos (Gladiators Trier), Jordan Spencer (London Lions)
Abgänge: Austin Arians (Unbekannt), Patrick Carney (Karriereende), Michael Haucke (BSV Wulfen), Jacob Mampuya (Scanplus Baskets Elchingen), Brandon Parrish (Unbekannt), Niclas Sperber (PS Karlsruhe Lions), Lutz Walhöfer (Unbekannt), Lars Wendt (Unbekannt)

## Trainer
| Amtszeit        | Name                 |
| --------------- | -------------------- |
| 2003–2007       | Hubert Beck          |
| 2007–11/2007    | Keith Gray           |
| 11/2007–02/2008 | Hubert Beck          |
| 02/2008–01/2009 | Boris Kaminski       |
| 01/2009–12/2009 | Hubert Beck          |
| 2010            | Bastian Scherkamp    |
| 2010–2012       | Chris Harris         |
| 2012–2014       | Heiko Skiba          |
| 2014–12/2019    | Raphael Wilder       |
| seit 12/2019    | Alexander Osipovitch |

## Weitere Mannschaften
- 5 Herrenmannschaften:
  - 2. Herren (Oberliga 4), 3. Herren (Landesliga 7), 4. Herren (Bezirksliga 13), 5. Herren (Bezirksliga 13), 6. Herren (Kreisliga EL)

- Damenmannschaft (Oberliga 2)

## FC Schalke 04 Basketball Academy
Der Jugendbereich der Schalker Basketballabteilung trägt seit dem Jahr 2016 den Namen FC Schalke 04 Basketball Academy. Ziel der Academy ist die Professionalisierung des Jugendbereiches, die Teilnahme an der NRW-Liga für die einzelnen Teams, sowie der Aufbau eines JBBL-Teams. Am 6. März 2016 wurde bekannt gegeben, dass der FC Schalke 04 und der Bundesligist Phoenix Hagen im Nachwuchsbereich kooperien werden.
Im Mai 2019 schloss sich der FC Schalke 04 dem Projekt „Metropol Baskets Ruhr“ an, einem Zusammenschluss von Vereinen des Ruhrgebiets zur Jugendförderung. Beim Einstieg von S04 waren bereits ETB Schwarz-Weiß-Essen, Citybasket Recklinghausen, die VfL AstroStars Bochum sowie in geringerem Umfang BSV Wulfen, die Ruhrbaskets Witten und die TC Sterkrade beteiligt.
- Übergangsbereich:
  - U18, U18 II, U17w

- Aufbaubereich:
  - U16, U15w, U14, U14 II

- Grundlagenbereich:
  - U12, U12 II, U11w, U10, U8/U6